# Integralismo brasileño

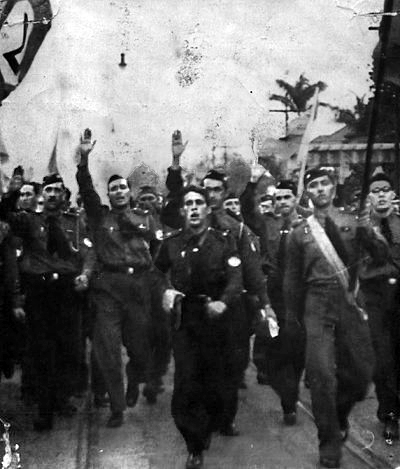
El famoso saludo integralista, «Anauê!», que significa «¡tú eres mi hermano!» (que se cree proveniente de una expresión de las lenguas tupí).

Bandera integralista, con el sigma.

El integralismo brasileño (en idioma portugués: Integralismo brasileiro) fue un movimiento político brasileño creado en octubre de 1932. Fundado y liderado por Plínio Salgado, una figura literaria que se dio a conocer durante la Semana de Arte Moderno de 1922, el movimiento adoptó algunas características de los movimientos de masas de aquel tiempo, especialmente del fascismo italiano y el nacional-socialismo alemán, aunque distanciándose de algunos elementos a los que Salgado se oponía, como el racismo (incluso tenía como eslogan: «Unión de toda raza y todo pueblo»). El nombre oficial del partido fue Ação Integralista Brasileira (AIB, Acción Integralista Brasileña); la referencia al integralismo reproducía el nombre de un movimiento tradicionalista de Portugal, el Integralismo Lusitano. Como símbolo, la AIB usaba una bandera con un disco blanco sobre fondo azul, con una gran letra griega sigma (Σ) en su centro (en matemáticas, es el símbolo del sumatorio).

## Características
Tuvo una organización paramilitar, con uniforme de camisas verdes de distintos rangos, a imitación de las camisas negras fascistas o las camisas pardas nazis. Sus militantes realizaban manifestaciones callejeras como exhibiciones castrenses, y sus discursos incluían una retórica tercerposicionista que atacaba al mismo tiempo al marxismo y al liberalismo, así como el rechazo de las "influencias extranjerizantes", aunque sin definirlas claramente. Era fuertemente nacionalista, en el contexto de una nación heterogénea y tolerante, mostrando ideas influenciadas por las virtudes cristianas y por el conservadurismo social.
Como los fascistas europeos, su componente social esencial era la clase media, aunque rechazaban el racismo que caracterizaba al nazismo alemán, al punto de admitir en sus filas una militancia multirracial de blancos, negros, indios y mestizos de todo tipo. También contaba con una amplia "Sección femenina" pero los integralistas privilegiaban la pertenencia de la mujer al hogar y a la "defensa de los valores tradicionales" por lo cual la emancipación de la mujer era una idea ajena al programa integralista. En particular alcanzaron un alto apoyo entre los oficiales de las fuerzas armadas, especialmente entre la oficialidad de la marina.
El antisemitismo fue siempre objeto de discusiones políticas entre los líderes integralistas. Salgado estaba en contra, mientras que Gustavo Barroso, el jefe de la Milicia Integralista tenía fuertes prejuicios contra los sionistas. Esto condujo al menos a dos serias rupturas del movimiento: una en 1935 y la segunda en 1936, cuando Plínio Salgado casi renuncia a la jefatura del movimiento.
Uno de los principales valores del integralismo es la «Revolución Interna» o la «Revolución de la Persona», mediante la cual «el hombre es liberado de pensar solo en los deseos egoístas propios y comienza a integrarse a la idea de la gran familia integralista, volviéndose uno con la patria y la nación, mientras se dejan los deseos egoístas y valores malignos». El integralismo se basa en el triángulo «Dios, Patria y Familia».

## Actitudes frente al régimen de Getúlio Vargas
El integralismo de ideología tercerposicionista jugó un papel importante en la política brasileña a partir de 1935, cuando el régimen de Getúlio Vargas decidió apoyarlos.
A comienzos de la década de 1930, Brasil se encontraba ante un fuerte radicalismo político tras la Revolución de 1930. El gobierno liderado por el presidente Getúlio Vargas estaba parcialmente apoyado por la clase obrera brasileña dado que instauró algunas leyes laborales impuestas que competían con el Partido Comunista Brasileño. Enfrentando los avances comunistas, Vargas decidió establecer un régimen autoritario llamado Estado Novo, la única base capaz de movilizar a la derecha, que fue ganando poder gracias a su gran quiebre con la izquierda. Con el centro-izquierda fuera de la coalición de Getúlio Vargas y la izquierda desmembrada y convertida en rival, el nuevo régimen comenzó a buscar gradualmente la cooperación de algún movimiento popular para crearse una base social. Para este fin, el Integralismo Brasileño resultaba un eficaz aliado, al tener ideas autoritarias y derechistas que podían apoyar el proyecto político de Getúlio Vargas sin formarle oposición.
El integralismo, que crecía rápidamente en Brasil en 1935, especialmente entre las comunidades alemanas e italianas en el país (comunidades que reunían aproximadamente un millón de personas), comenzaron a llenar el vacío ideológico dejado por la Revolución de 1930. En 1934, los integralistas comenzaron a perseguir a los comunistas liderados por Luiz Carlos Prestes, movilizando un apoyo de la base conservadora provocando violentas peleas callejeras. 
En 1934, seguido del rompimiento de Getúlio Vargas con los partidos de izquierda que habían apoyado inicialmente su régimen, y la alianza de Vargas con el integralismo, Brasil entró en uno de los periodos con mayor agitación política de su historia. Las principales ciudades del país comenzaron a ser escenario de las brutales peleas callejeras que imitaban a las ocurridas en la Alemania de Weimar entre comunistas y nazis. A mediados de 1935 la política brasileña comenzó a desestabilizarse, pero tras el fracaso de la insurrección comunista en ese año, el integralismo salió reforzado como principal sustento político del Estado Novo..

## Decadencia
Cuando Getúlio Vargas estableció oficialmente la dictadura bajo la figura del Estado Novo en noviembre de 1937, hubo diferencias en el movimiento sobre si mantener o no el apoyo al régimen, que ahora presionaba por absorber todos los partidos políticos de Brasil. Aunque la AIB favoreció a Vargas y la instauración de su dictadura, Plínio Salgado tenía visibles aspiraciones presidenciales que ponían en riesgo el poder político de Vargas con su prestigio entre los militares. 
El 11 de mayo de 1938, los integralistas hicieron un contragolpe invocando la necesidad de restablecer la democracia, esta vez usando la fuerza. En la madrugada del 11 de mayo un grupo de 80 integralistas armados atacó el Palacio Guanabara, residencia presidencial de entonces. Este intento fue llamado el Levantamiento integralista [cita requerida]. Los integralistas intentaron tomar por la fuerza el edificio para deponer a Vargas, sobre el mando del general Castro Júnior, el cual reunió varios liderazgos civiles y militares, tanto liberales como integralistas que estaban insatisfechos con los rumbos que había tomado el gobierno de Vargas, pero las fuerzas de la policía y el ejército aparecieron en el último minuto y sofocaron la revuelta tras un rápido tiroteo. El Ejército brasileño puso a los integralistas bajo arresto y los fusilaran a todos.
Después de este episodio, la AIB se disolvió previendo la persecución que lanzaría Getúlio Vargas contra ellos, y el movimiento integralista fue proscrito y bastante reprimido durante todo del mandato de Vargas. Caído el Estado Novo en 1945, Plínio Salgado fundó el "Partido de Representación Popular" (PRP), que mantuvo la ideología integralista pero evitando cuidadosamente las vestimentas, saludos, señales, y símbolos propios de la AIB, inspirados en el desprestigiado fascismo europeo que había sido derrotado por completo en la Segunda Guerra Mundial.
En 1964, muchos miembros civiles del movimiento integralista tomaron parte en el golpe de Estado que derrocó al Presidente João Goulart -que tuvo vínculos con el Partido Comunista Brasileño (PCB) y con el Partido Socialista Brasileño (PSB)-. Cabe destacar que el obispo católico Don Hélder Câmara y el político izquierdista Leonel Brizola, habían sido integralistas en su juventud, con lo cual durante la dictadura militar de 1964-1985 hubo efectivamente ex-integralistas en ambos extremos políticos. Hoy en día existen aún en Brasil dos grupos que mantienen la tradición política integralista; el Frente Integralista Brasileño (FIB) y el Movimiento Integralista y Linealista Brasileño (MIL-B). 

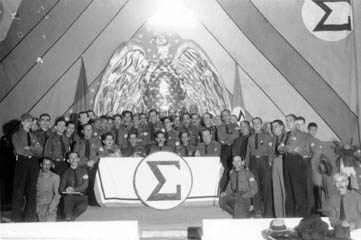
Sesión de clausura del Congresso Integralista. Plínio Salgado en el centro, sentado. Blumenau, 1935.

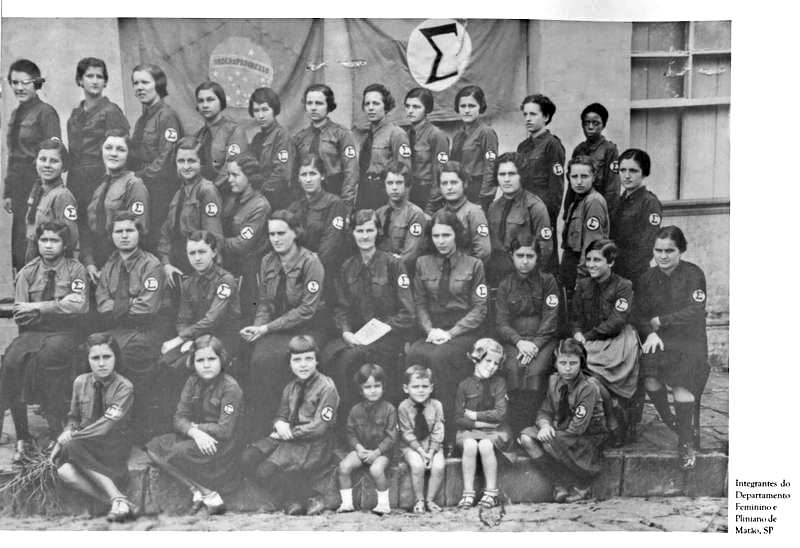
Departamento Femenino e de Juventude (Departamento femenino y de juventud), década de 1930.

## Ideólogos y aspectos del integralismo
- REALE, Miguel. O Estado Moderno.
- SALGADO, Plínio. O cavaleiro de Itararé.
- SALGADO, Plínio. O esperado. Ed. Voz do Oeste.
- SALGADO, Plínio. O estrangeiro. Ed. das Américas, 1955.